# 習志野台
習志野台（ならしのだい）は、千葉県船橋市にある地名。現行行政地名は習志野台一丁目から八丁目。郵便番号は274-0063。

## 概要
この辺りはかつて大和田原と呼ばれていたが、明治天皇により習志野原と命名され、陸軍習志野錬兵場が置かれていた場所であった。戦後は、京成電鉄が習志野台団地を中心として開発が進んでいった。戦後間もない頃は「北習志野」または単に「習志野原」と呼ばれていた。京成電鉄松戸線高根木戸駅・北習志野駅・習志野駅（全て北西 - 南西地域）があるなど交通の利便性が良く、さらに範囲が非常に広いことも相まって現在は3万人以上の住人が暮らしている。特に北習志野駅前には団地と商店街があり、一層のにぎわいを見せている。1996年（平成8年）、東葉高速鉄道東葉高速線北習志野駅（西）と船橋日大前駅（東）が開業し、東部の住人や日本大学関係の利用者も増え利便性はさらに増した。
また、南西の西習志野と七林町に挟まれた場所に飛び地がある（四丁目の一部・住居表示外）。

### 地価
住宅地の地価は、2014年（平成26年）1月1日の公示地価によれば、習志野台2-66-11の地点で17万1000円/m2となっている。

## 歴史
町名としての「習志野台」は1967年（昭和42年）11月1日付で誕生した。前述の習志野台団地の造成を機に、それまでの習志野町一丁目 - 五丁目の国道296号以北に古和釜町・坪井町の一部を加えた地域について、習志野台一丁目 - 八丁目が設定された。
1972年（昭和47年）5月1日付で改めて住居表示を実施。この際新京成線より西側の大半は「西習志野一丁目 - 四丁目」として分離。習志野台一丁目の高根台団地寄りの一部地域は、翌年1973年（昭和48年）3月1日付で「高根台六・七丁目」として分離の上、やや遅れて住居表示が実施された。
こうして、現行の習志野台一 - 八丁目の区域が確定。
出典・参考資料
- 『船橋市町名等変更一覧表』（船橋市広報部自治振興課刊）p. 35 - 36、1986年発行。
- 『広報ふなばし』第284号 p. 2、昭和46年（1971年）11月25日発行、および同第290号 p. 2、昭和47年（1972年）3月25日発行ほか。 
いずれも船橋市中央図書館ほか所蔵。

## 世帯数と人口
2017年（平成29年）11月1日現在の世帯数と人口は以下の通りである。
| 丁目           | 世帯数     | 人口     |
| -------------- | ---------- | -------- |
| 習志野台一丁目 | 1,406世帯  | 3,260人  |
| 習志野台二丁目 | 1,712世帯  | 3,642人  |
| 習志野台三丁目 | 2,594世帯  | 4,863人  |
| 習志野台四丁目 | 3,942世帯  | 9,055人  |
| 習志野台五丁目 | 1,656世帯  | 3,901人  |
| 習志野台六丁目 | 1,815世帯  | 3,648人  |
| 習志野台七丁目 | 651世帯    | 1,500人  |
| 習志野台八丁目 | 2,091世帯  | 4,818人  |
| 計             | 15,867世帯 | 34,687人 |

## 小・中学校の学区
市立小・中学校に通う場合、学区は以下の通りとなる。
| 丁目           | 番地                                               | 小学校                                                            | 中学校                                                  |
| -------------- | -------------------------------------------------- | ----------------------------------------------------------------- | ------------------------------------------------------- |
| 習志野台一丁目 | 1 - 21番                                           | 船橋市立習志野台第一小学校 船橋市立高根台第二小学校 ※どちらか選択 | 船橋市立坪井中学校 船橋市立高根台中学校 ※どちらか選択   |
| 習志野台一丁目 | 22 - 39番                                          | 船橋市立習志野台第一小学校                                        | 船橋市立坪井中学校                                      |
| 習志野台二丁目 | 1 - 13番                                           | 船橋市立習志野台第一小学校                                        | 船橋市立坪井中学校                                      |
| 習志野台二丁目 | 14 - 23番 29番、32番                               | 船橋市立習志野台第一小学校 船橋市立高根台第二小学校 ※どちらか選択 | 船橋市立坪井中学校 船橋市立高根台中学校 ※どちらか選択   |
| 習志野台二丁目 | 24 - 28番 30・31番 33 - 73番                       | 船橋市立習志野台第一小学校                                        | 船橋市立坪井中学校                                      |
| 習志野台三丁目 | 1 -4番 5番1 -13棟 9 -18番                          | 船橋市立習志野台第一小学校                                        | 船橋市立習志野台中学校                                  |
| 習志野台三丁目 | 5番14 - 34棟 6 - 8番                               | 船橋市立習志野台第二小学校                                        | 船橋市立習志野台中学校                                  |
| 習志野台四丁目 | 1 - 12番                                           | 船橋市立薬円台小学校                                              | 船橋市立七林中学校                                      |
| 習志野台四丁目 | 13 - 15番 39 - 46番                                | 船橋市立習志野台第一小学校 船橋市立薬円台小学校 ※どちらか選択     | 船橋市立習志野台中学校 船橋市立二宮中学校 ※どちらか選択 |
| 習志野台四丁目 | 16 - 38番                                          | 船橋市立習志野台第一小学校                                        | 船橋市立習志野台中学校                                  |
| 習志野台四丁目 | 47 - 84番 （57番の一部を除く）                     | 船橋市立薬円台小学校                                              | 船橋市立習志野台中学校 船橋市立二宮中学校 ※どちらか選択 |
| 習志野台四丁目 | ライオンズマンション習志野台弐番館 （57番1-○○○号） | 船橋市立習志野台第二小学校                                        | 船橋市立習志野台中学校 船橋市立二宮中学校 ※どちらか選択 |
| 習志野台五丁目 | 全域                                               | 船橋市立習志野台第二小学校                                        | 船橋市立習志野台中学校                                  |
| 習志野台六丁目 | 8 - 28番                                           | 船橋市立習志野台第二小学校                                        | 船橋市立習志野台中学校                                  |
| 習志野台六丁目 | 4 - 7番                                            | 船橋市立坪井小学校 船橋市立習志野台第二小学校 ※どちらか選択       | 船橋市立習志野台中学校                                  |
| 習志野台六丁目 | 1 - 3番                                            | 船橋市立習志野台第一小学校                                        | 船橋市立坪井中学校                                      |
| 習志野台七丁目 | 1 - 11番                                           | 船橋市立習志野台第一小学校                                        | 船橋市立坪井中学校                                      |
| 習志野台七丁目 | 12 - 24番                                          | 船橋市立習志野台第二小学校                                        | 船橋市立坪井中学校 船橋市立習志野台中学校 ※どちらか選択 |
| 習志野台七丁目 | 25 - 29番                                          | 船橋市立習志野台第二小学校                                        | 船橋市立習志野台中学校                                  |
| 習志野台八丁目 | 全域                                               | 船橋市立習志野台第二小学校                                        | 船橋市立習志野台中学校                                  |

## 交通

### 鉄道
京成電鉄
 松戸線
- - 高根木戸駅 - 北習志野駅 - 習志野駅 -

東葉高速鉄道
 東葉高速線
- - 北習志野駅 - 船橋日大前駅 -

船橋日大前駅には坪井東にも跨がる。

## 施設
船橋市北東部の中心であるため、施設は多い。また商業施設も多めである。
- イオン高根木戸店（一丁目）
- 西友新北習志野店（一丁目）
- ジョナサン習志野台店（一丁目）
- 習志野台整形外科内科（一丁目）
- 北習志野駅前ビルディング（一丁目）
  - 1階にサイゼリヤ、マツモトキヨシ、なか卯、セブンイレブン
  - 2階にツタヤ&すばる書店・TSUTAYA、マクドナルド
  - 3階に花輪病院駅前クリニック

- 船橋市役所習志野台出張所（二丁目）
- 西友北習志野店（二丁目）
- ロッテリア北習志野店（二丁目）
- 習志野台幼稚園（二丁目）
- 北習志野花輪病院（二丁目）
- 船橋市立習志野台第一小学校（二丁目）
- 京葉銀行北習志野支店（二丁目）
- 北習志野浄水場・県水道局（二丁目）
- 船橋東郵便局（二丁目）
- 千葉銀行習志野台支店（三丁目）
- 船橋市東消防署（三丁目）
- ヨークマート習志野台店（三丁目）
- 習志野駅前郵便局（四丁目）
- マルエツ習志野店（四丁目）
- 瑞穂幼稚園（四丁目）
- 共立病院（四丁目）
- 船橋習志野台五郵便局（五丁目）
- マックスバリュ習志野台店（五丁目）
- 船橋市東図書館（五丁目）
- 船橋市立習志野台第二小学校（五丁目）
- 船橋市立習志野台第二保育園（六丁目）
- 船橋いづみ幼稚園（六丁目）
- 船橋市立習志野台中学校（六丁目）
- 船橋アリーナ（総合体育館）（七丁目）
- 日本大学薬学部（七丁目）
- 日本大学理工学部（七丁目）
- 日本大学習志野高等学校（七丁目）
- 船橋東警察署（七丁目）
- アンデルセン保育園（七丁目）
- 千葉日本大学第一学園小学校（八丁目）
- 千葉日本大学第一中学校・高等学校（八丁目）
- ノジマゆめまち習志野台モール店（八丁目）
- 関東運輸局千葉運輸支局習志野自動車検査登録事務所（八丁目）